# Wim T. Schippers
Wim T. Schippers (* 1. Juli 1942 in Groningen; eigentlich Willem Theodoor Schippers) ist ein niederländischer Fernsehschaffender, Künstler und Autor.

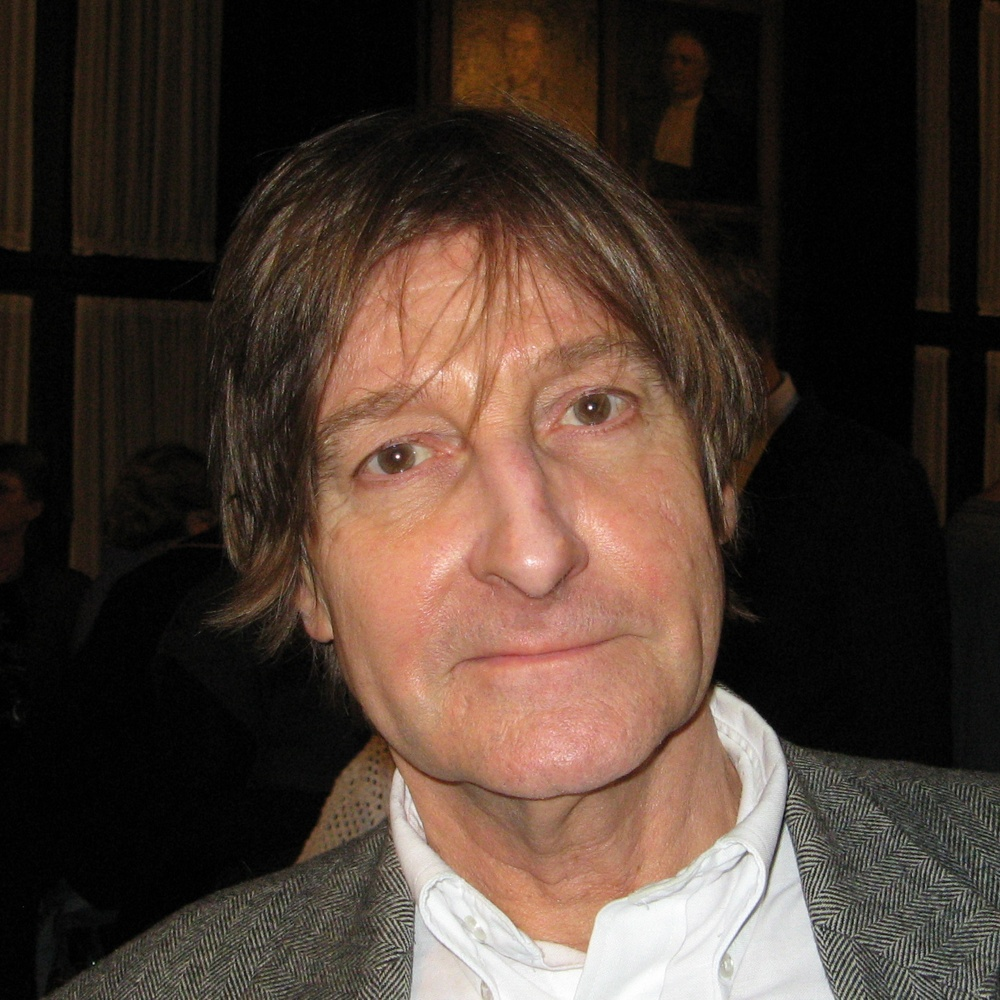
Wim T. Schippers (2009)

## Leben
Schippers verbrachte seine Jugend in Bussum und studierte in Amsterdam. Später machte er sich einen Namen in der Fluxus-Bewegung. In den Jahren 1961 und 1962 war er Mitbegründer der Künstlergruppe Adynamische Groep („Adynamische Gruppe“), zusammen mit Ger van Elk und Bob Wesdorp. Anfang der 1970er Jahre begann er als Regisseur und Autor für Fernsehproduktionen (z. B. Fred Haché Show) zu arbeiten. Schippers erfand die durch den Komiker und Operettensänger Dolf Brouwers verkörperte Kunstfigur Sjef van Oekel, die 1972 ihren ersten Fernsehauftritt hatte, und lieferte zu den von Theo van den Boogaard gezeichneten Comics die Texte. In der niederländischen Version der Sesamstraße spricht Schippers den Ernie.